# Px29

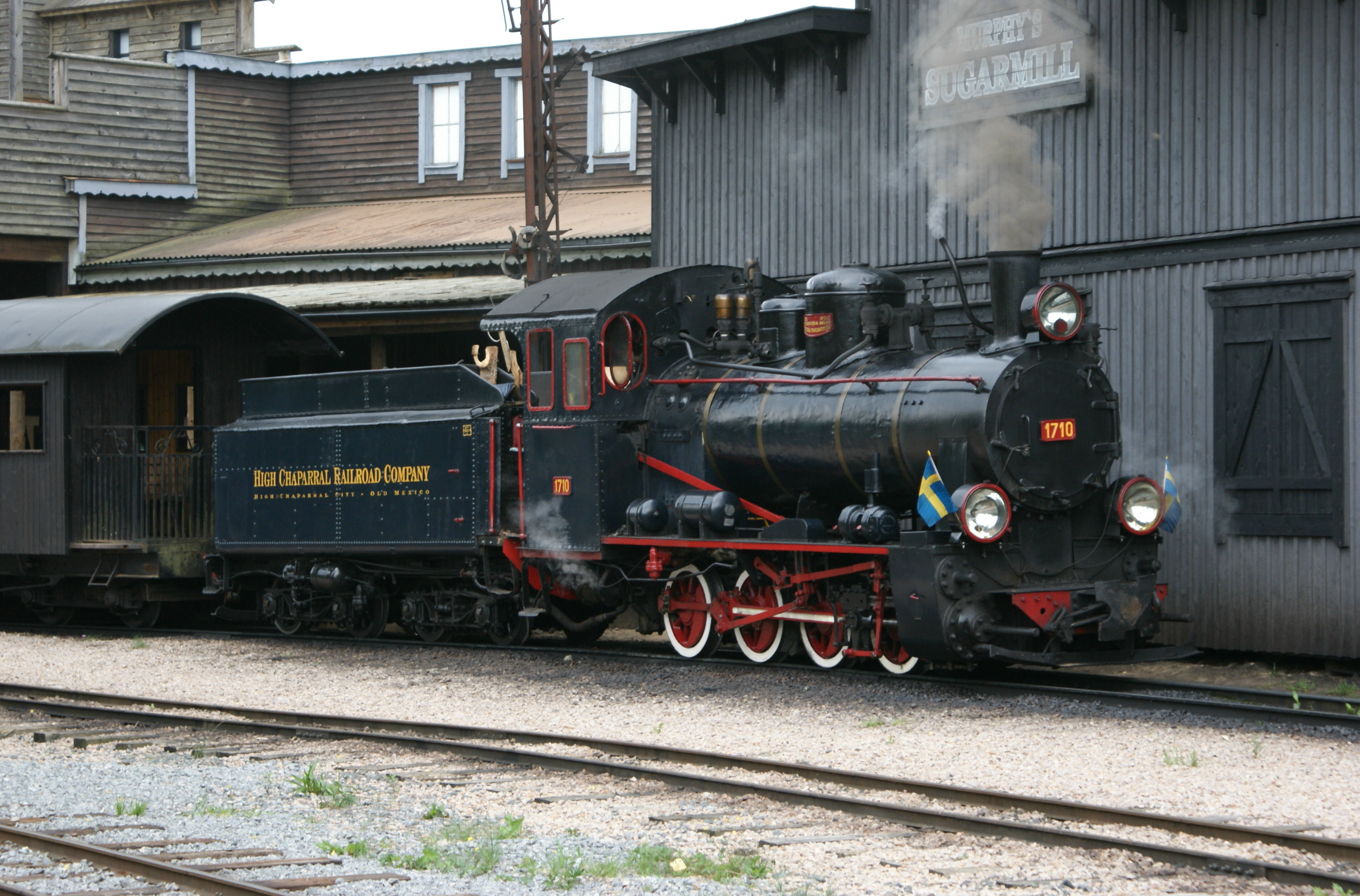
Szwedzki Px29-1710 pod parą

Px29, przed 1945 rokiem Wp29 (typ Wilno) – polski parowóz wąskotorowy z 1929 roku, na tor szerokości 750 mm.

## Historia
Parowóz Wp29 został skonstruowany w Warszawskiej Spółce Akcyjnej Budowy Parowozów, na zlecenie Ministerstwa Kolei Żelaznych. Typ ten nazwany został Wilno. Pierwszy egzemplarz wyprodukowano w drugiej połowie 1929 roku (numer fabryczny 154, numer na PKP: Wp29-1730). Parowóz ten okazał się udaną konstrukcją. Był lubiany za równą jazdę i łatwość obsługi; jedynie na początku problemem była skłonność do wykolejania, lecz wkrótce ją wyeliminowano. Zbudowano 21 sztuk. W większości lokomotywy te były przystosowane do toru szerokości 750 mm, jedynie parowóz dla dyrekcji lwowskiej był przystosowany do toru 760 mm, dla kolei Łupków – Cisna.
Parowóz mógł ciągnąć pociąg o masie 300 t z prędkością 25 km/h i wpisywał się w łuki o promieniu 35 m.
Na podstawie dokumentacji parowozu Px29, skonstruowano po wojnie parowóz Px48.

## Użycie
Ze zbudowanych 21 lokomotyw, 13 było przeznaczonych dla warszawskiej dyrekcji PKP, 4 dla radomskiej, 3 dla wileńskiej i 1 dla lwowskiej.
Po II wojnie światowej w Polsce znalazło się 11 parowozów, które otrzymały nowe oznaczenia Px29 z numerami od 1701 do 1711. Eksploatowane były do 1978 roku. Obecnie zachowane są w Polsce dwa parowozy Px29-1704 i
Px29-1708, w Muzeum Kolei Wąskotorowej w Sochaczewie, z czego pierwszy jest czynny i prowadzi wycieczkowe pociągi na Sochaczewskiej Kolei Muzealnej. Od 2011 roku był odstawiony, lecz po naprawie głównej w 2017 ponownie wszedł do eksploatacji.
Po wybuchu II wojny światowej, 10 parowozów zostało przejętych przez ZSRR, gdzie zostały oznaczone serią T14 (1 w indeksie górnym i 4 w dolnym). Używane były głównie w państwach bałtyckich, oraz na Ukrainie i Białorusi. W 1940 doszły do tej liczby jeszcze trzy lokomotywy, po aneksji Litwy, a w toku wojny radziecko-niemieckiej dwie dalsze, oznaczone serią T-4 (numery 154 i 155). Dwa zostały później przekazane Łotewskiej Republice Radzieckiej, gdzie je oznaczono Rp-770 i 771 (Рп-770/771). W ZSRR używane były do lat 60.
Pod koniec lat 70. cztery parowozy Px29-1701, 1702, 1705 i 1710 sprzedano do celów muzealnych do Szwecji (ten ostatni jest czynny).
Parowóz Px29-1704 po zakończeniu służby w Werbkowicach wystąpił w serialu „Alternatywy 4"

## Opis
Parowóz wąskotorowy o układzie osi D, z doczepnym tendrem o układzie osi 2'2 i silnikami bliźniaczymi na parę przegrzaną. Budka maszynisty otwarta od tyłu. Kocioł ze stojakiem półpromienistym i miedzianą skrzynią ogniową. Na kotle umieszczony zbieralnik pary, piasecznica o napędzie ręcznym i komin z odiskrownikiem Rihoseka oraz gwizdawka. Kocioł miał przegrzewacz.
Ostoja belkowa o konstrukcji ażurowej. Koła drugiej osi miały zwężone obrzeża, a czwarta oś możliwość przesuwu.
Bliźniacze silniki parowe z suwakami tłokowymi. Mechanizm napędowy napędzał trzecią oś, pozostałe były wiązane. Mechanizm parorozdzielczy Heusingera.